# Далекоизточна република
Далекоизточната република (на руски: Дальневосточная республика, ДВР) е формално независима държава, разположена на изток от езерото Байкал в Сибир и Руския Далечен изток.

## История
Основана е на 6 април 1920 г. Създадена е от „новото“ болшевишко правителство, чиято цел е формиране на „буферна зона“ между РСФСР и териториите, окупирани от Япония. Въпреки че официално е независима държава, тя е под контрола на РСФСР.
След японското изтегляне от Владивосток на 15 ноември 1922 година Далекоизточната република се слива с РСФСР.

## География
Териториите, които републиката заема, са главно в днешните Амурска област, Забайкалски край, Хабаровски край и Приморски край, Бурятия, както и в съседни субекти на Руската федерация. До октомври 1920 г. столица на Далекоизточната република е Верхнеудинск (днес Улан Уде), след това – Чита.

## Държавни символи

### Знаме
Знамето на Далекоизточната република представлява червена ивица, която в горния ляв ъгъл има син кантон. В този кантон са изобразени 3-те букви от името на републиката на руски език: Д, В, Р (ДальнеВосточная Республика).

### Герб
През януари 1921 година са произведени избори за Учредителното събрание на ДВР. Гербът на Далекоизточната република е утвърден с постановление на правителството от 11 ноември 1920 година. Гербът представлява хералдически щит на червено поле, на който са изобразени пшенични снопове, котва, земеделски инструмент и сребърна звезда, на фона на изгряващо слънце. Щитът е окръжен от борови клонки, които са обвити от червена лента с първите букви от името на републиката.

## Пощенски марки
Далекоизточната република издава и поредица от пощенски марки по време на краткото си съществуване. Първата пощенска марка е издадена в края на 1920 година за нуждите на местните крайбрежни области. Издават се общо 4 подобни марки с оригинален дизайн. Другите части на републиката продължават да използват местно издадени пощенски марки до 1921 г. Централното правителство в Чита издава последна емисия пощенски марки през 1921 – 1922 г., които се ползват широко в руския Далечен изток до февруари 1924 година.